# Olimpiai Stadion (Baku)
A bakui Olimpiai Stadion (azeri nyelven: Bakı Olimpiyat Stadionu) egy 68 700 fő befogadására alkalmas stadion, amely az Európai Labdarúgó-szövetség stadionkategóriái szerinti négycsillagos besorolást kapta, emellett megfelel a Nemzetközi Labdarúgó-szövetség és a Nemzetközi Atlétikai Szövetség előírásainak is. A stadion Azerbajdzsán fővárosában, Bakuban található.
Tulajdonosa az Azerbajdzsán Köztársaság ifjúsági és sportminisztériuma (Azcanrbaycan Respublikasının Gənclİr və İdman Nazirliyi), az építésének kivitelezője a török Tekfen építőipari vállalat volt.
Funkciójában a Tofik Bahramov Stadion szerepét vette át. 2015. március 6-án nyitotta meg kapuit. Otthonául szolgál az azeri labdarúgó-válogatott hazai mérkőzéseinek, itt rendezték a 2015-ös Európa játékok egyes eseményeit és a 2019-es Európa-liga-döntőt, valamint a 2020-as labdarúgó-Európa-bajnokság egyes mérkőzéseinek is helyszíne lesz a kontinenstorna során.

## A stadion története

### Jellemzői
A stadion első tervezete 2010-ből, a TOCA Mimarlik török építészeti cégtől származik. Három évvel később a Heerim Architects dél-koreai építőipari cég egy teljesen új tervezettel állt elő.  Az eredetileg 2014-re tervezett átadási dátumot 2015-re kellett halasztani, az építési költségek 2014 szeptemberére 710 millió dollárra nőttek. Az Olimpiai Stadion megfelel a FIFA és az UEFA előírásainak, az Európai Labdarúgó-szövetség stadionkategóriái szerinti négycsillagos besorolást kapta.
A stadion fedett, tetőszerkezete 38 000 négyzetméter, a homlokzat 35 000 négyzetméter. A stadion megvilágításáért LED rendszer felel, a kivetítők HD kijelzőkkel működnek. Ezek mindegyike 10,97 méter magas és 19,75 méter széles, 720 × 1 296 képpontos felbontással. A pálya szélén egy 307 méter hosszú és 73 centiméteres magas LED reklámsávot használnak.

### Építése
Az alapkőletételre 2011. június 6-án került sor İlham Əliyev azeri miniszterelnök, valamint az UEFA és a FIFA elnökeinek, Sepp Blatter és Michel Platini jelenlétében.  Az altalaj az egykori Bibi Heybat olajmező helyén található, a Böyük-Şor-tó délkeleti partján. Az építési munkálatok megkezdése előtt először ki kellett szivattyúzni a mérgező szennyvizet és az olajtermelés maradványait, összességében 1190 000 köbméternyinek megfelelő mennyiségben.
Az építkezés 2013 tavaszán kezdődött. 2013 augusztusában 2200 munkavállalót foglalkoztattak az építési területen 300 építőgéppel, köztük kilenc toronydarutis beleértve. 2013 szeptemberében az építkezés státusza meghaladta az ütemtervet, így az átadása 2015 márciusára csúszott. A kivitelezésre kiírt pályázatot a török Tekfen İNŞAAT építőipari cég nyerte el.

## Események
A stadion az első ízben megrendezett Európa-játékok helyszíne volt 2015. június 12. és 28. között. A nyitó- és záró ünnepségeken kívül az atlétikai versenyeket is itt tartották.
2017. szeptember 20-án az UEFA Bakunak ítélte a 2019-es Európa-liga-döntő rendezési jogát, amelyet 2019. május 29-én az angol Chelsea és Arsenal vívnak.
A stadion helyszínéül szolgál a 2020-as labdarúgó-Európa-bajnokság három csoportmérkőzésének és egy negyeddöntőjének is.

### Fontosabb mérkőzések a stadionban
| Dátum                |              | Végeredmény |                    | Versenysorozat                          | Nézőszám |
| -------------------- | ------------ | ----------- | ------------------ | --------------------------------------- | -------- |
| 2017. szeptember 27. | Qarabağ      | 1–2         | AS Roma            | 2017–2018-as Bajnokok Ligája csoportkör | 67,200   |
| 2017. november 22.   | Qarabağ      | 0–4         | Chelsea            | 2017–2018-as Bajnokok Ligája csoportkör | 67,100   |
| 2019. május 29.      | Chelsea      | 4–1         | Arsenal            | 2019-es Európa-liga-döntő               | 51,370   |
| 2015. október 10.    | Azerbajdzsán | 1–3         | Olaszország        | 2016-os Európa-bajnoki selejtező        | 48,000   |
| 2017. október 18.    | Qarabağ      | 0–0         | Atlético de Madrid | 2017–2018-as Bajnokok Ligája csoportkör | 47,923   |
| 2016. október 8.     | Azerbajdzsán | 1–0         | Norvégia           | 2018-as világbajnoki selejtező          | 35,000   |

## Galéria

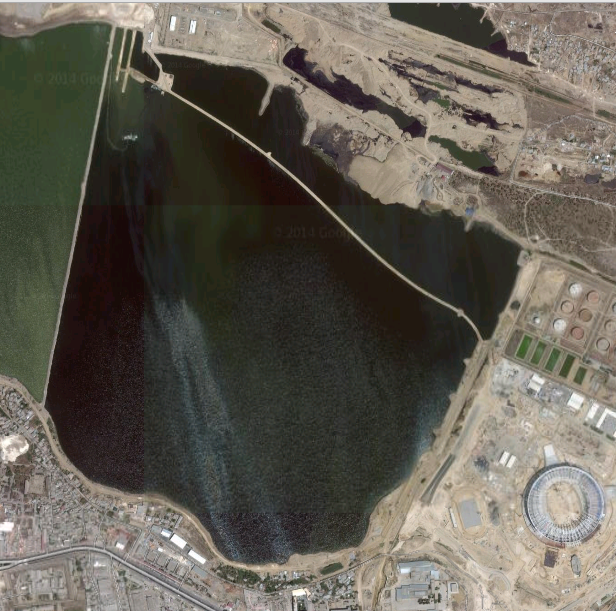
A stadion és a Böyük-tó műholdas képe
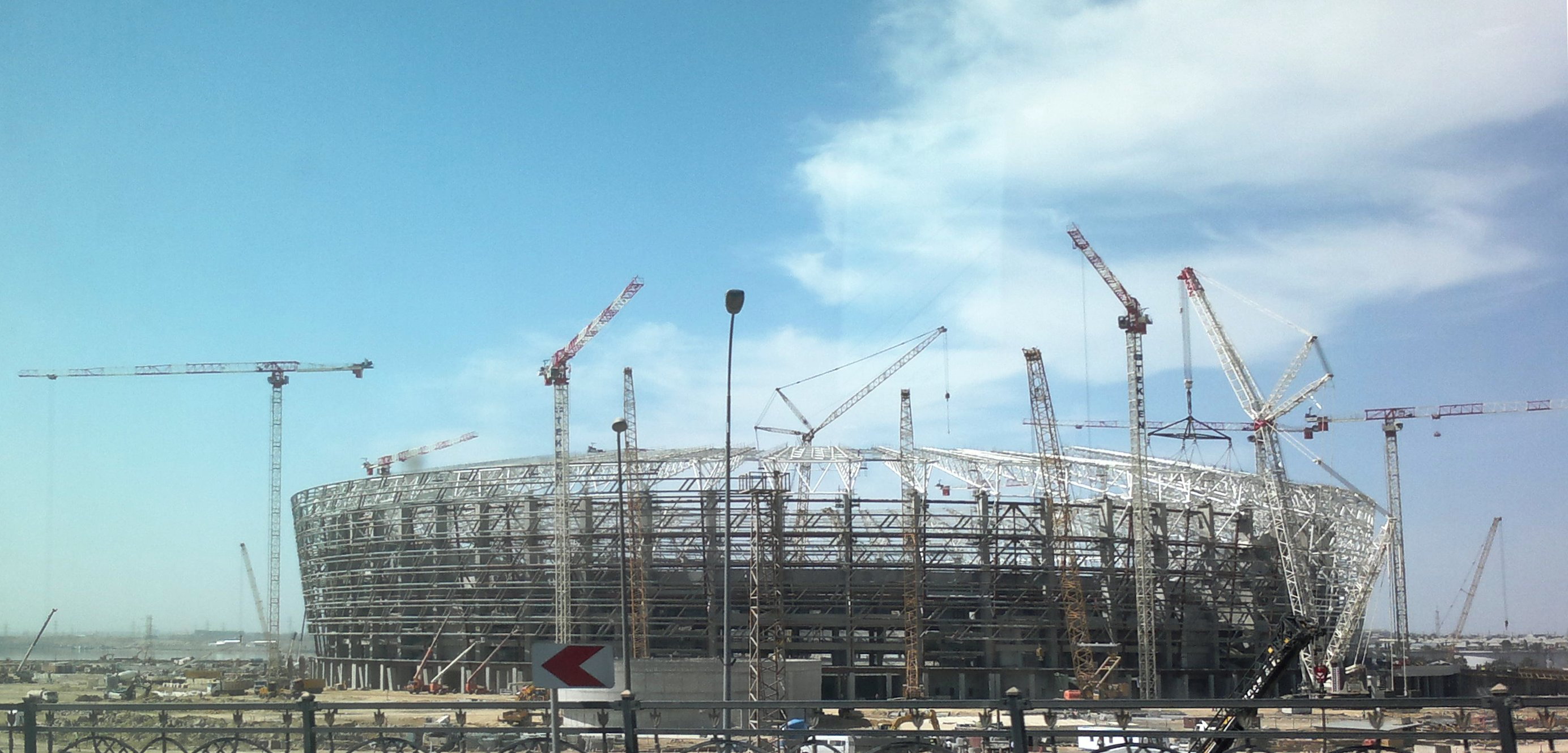
Az építés alatt álló stadion 2014 júniusában
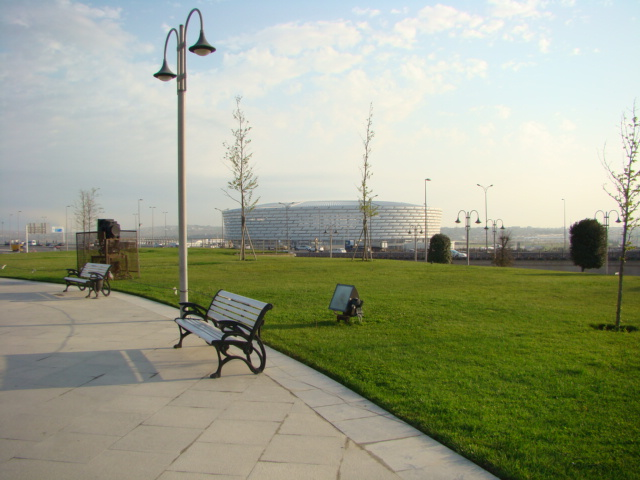
A bakui Olimpiai Stadion